# Lycenchelys jordani
Lycenchelys jordani är en fiskart som först beskrevs av Barton Warren Evermann och Goldsborough, 1907.  Lycenchelys jordani ingår i släktet Lycenchelys och familjen tånglakefiskar. Inga underarter finns listade i Catalogue of Life.